# Audi Typ K
La Typ K (per esteso 14/50 PS Typ K) è stata un'autovettura di fascia alta prodotta dalla Casa automobilistica tedesca Audi dal 1922 al 1925.

## Caratteristiche
Presentata al salone dell'automobile di Berlino nel 1921, la Typ K cominciò ad essere commercializzata l'anno seguente: la Typ K fu il primo modello dell'Audi ad essere stato interamente sviluppato durante il primo dopoguerra. La vettura montava il motore a quattro cilindri in linea ed a quattro tempi, da 3.560 cm³ di cilindrata (alesaggio e corsa: 90x140 mm). Si trattava dello stesso motore della Typ C del decennio precedente, modello che proprio la Typ K andava a sostituire. La distribuzione era ad asse a camme laterale con valvole in testa. La potenza erogata era di 50 CV a 2.200 giri al minuto, vale a dire 15 in più rispetto alla Typ C. Il monoblocco era in alluminio con canne cilindri inserite per interferenza. L'impianto elettrico era a 12 volt.
Il cambio, con leva al centro della vettura, era a quattro rapporti, mentre la trazione era posteriore. Il telaio era derivato da quello della Typ C, modello che venne sostituito proprio dalla Typ K, ed era caratterizzato da un passo di 3.53 metri e dalle carreggiate di 1.450 mm. Le sospensioni erano ad assale rigido con molle a balestra, mentre i freni erano a tamburo sulle quattro ruote con comando meccanico. Le carrozzerie disponibili erano torpedo quattro posti, berlina quattro porte, coupé due porte e cabriolet due porte. In ogni caso la guida era a sinistra: la Typ K fu la prima vettura tedesca a proporre tale soluzione, voluta dai progettisti per permettere al passeggero di scendere dalla vettura sul lato marciapiede in tutta sicurezza. Le altre Case automobilistiche si sarebbero uniformate a tale soluzione solo a partire dal 1928.
La velocità massima raggiunta dal modello era di 95 km/h. Furono in particolare il monoblocco in alluminio, il cambio con leva al centro del pavimento e l'impianto frenante sulle quattro ruote a fare della Typ K una delle vetture tedesche più moderne dei suoi tempi (accanto alla più temibile rivale, la Horch 10M20). Un'altra chicca proposta dalla Typ K era una pompa per il gonfiaggio degli pneumatici azionata dal motore. Ma nonostante tali contenuti, ebbe però uno scarso successo: si era ai tempi dell'iperinflazione post-bellica e la Typ K risultò semplicemente troppo costosa anche per le tasche dei ceti sociali più agiati. Il prezzo per il solo autotelaio era infatti di 16.500 marchi.
I dati produttivi della Typ K sono fortemente discordanti: secondo alcune fonti furono prodotti solo 192 esemplari, mentre secondo altre il totale ammonterebbe a circa 750 esemplari: indipendentemente da ciò, uno di questi esemplari venne ricarrozzato nel 1923 dal designer Paul Jaray in chiave aerodinamica: con la nuova carrozzeria profilata e senza migliorie a meccanica e motore la vettura raggiunse una velocità massima di 130 km/h. Tale esperimento, che si prefiggeva di dimostrare l'importanza dell'aerodinamica in un'automobile ai fini del raggiungimento di più alte prestazioni, cominciò a trovare adepti solo nel decennio seguente. La Typ K di Jaray rimase un esemplare unico.